# Alabaster, Alabama
Alabaster là một thành phố thuộc quận Shelby, tiểu bang Alabama, Hoa Kỳ. Dân số năm 2009 là 29861 người, mật độ đạt 460 người/km².